# СДК-83
СДК-83 - средний десантный корабль проекта 773 Черноморского флота ВМФ СССР.

## Служба
Средний десантный корабль СДК-83 проекта 773 был построен на Гданьской судоверфи имени Героев Вестерплятте, Польша, (заводской номер 733/7). Был заложен 11.02.1971 года, спущен на воду 29.10.1971 года, вступил в строй 25.02.1972 года.
Бортовой номер 369.
СДК-83 находился в составе 39-й дивизии морских десантных сил (39-я ДиМДС) с базированием на Крымскую ВМБ в Донузлаве.  В составе 147-го дивизиона средних десантных кораблей. В/ч 40090 по штату 61/395.
Этот десантный корабль в составе соединения кораблей ЧФ находился в зоне военного конфликта  в Сирии во время Войны Судного дня  с 1 по 31 октября 1973 года. Советская надводная группа была послана к Порт-Саиду, она состояла из КР «Адмирал Ушаков», БПК «Отважный», ЭМ «Неуловимый» и «Сознательный», СКР «Ворон», танкера, БДК «Воронежский комсомолец», СДК «СДК-83» и «СДК-164», последние три возможно имели на борту десант из  добровольцев из членов экипажей, сформированных по приказу С. Г. Горшкова, из-за невозможности быстро перебросить штатную морскую пехоту из Севастополя.
24 августа 1993 года корабль был исключен из состава Черноморского флота.